# Marcela Dimonti
Marcela Dimonti, pseudonyme de Marcela Elizabeth Cortés Maturana, est une artiste et une activiste transgenre chilienne, née le 20 mars 1958 à Santiago. Elle participe à la première manifestation LGBT au Chili en 1973.

## Biographie
Marcela Dimonti naît à Santiago le 20 mars 1958 et grandit dans le secteur de Independencia. Elle quitte sa maison à Conchalí à 15 ans, et le 22 avril 1973, est l'une des participantes à la première manifestation LGBT au Chili, qui se déroule sur la Plaza de Armas de Santiago,. Elle est emprisonnée le 11 septembre 1973, jour du coup d'État qui renverse le gouvernement de Salvador Allende, puis est emmenée au régiment de Tacna, où elle est battue et rasée, puis transférée au Stade National, lieu dans lequel elle est confinée pendant plusieurs mois.
Après le coup d'État, elle déménage à Valparaíso, où elle découvre le travail du sexe et le monde du spectacle. En 1980, elle devient une des premières personnes au Chili à réaliser une chirurgie de réattribution sexuelle avec le docteur Guillermo Mac Millan à l'Hôpital Carlos Van Buren de Valparaíso. Après cela, elle participe à de nombreux spectacles au Chili, en Argentine, en Espagne, en France et en Allemagne en tant que chanteuse, danseuse, et meneuse de revue,.
En 2023, elle participe au documentaire Las locas del 73 ("Les folles de 1973"), de Carolina Espinoza Cartes et Víctor Hugo Robles dont le sujet est la première manifestation LGBT de 1973,. La même année, elle fait partie de la distribution de la pièce de théâtre Yeguas sueltas ("Juments en liberté"), mise en scène par Ernesto Orellana, qui commémore aussi la manifestation de 1973, dans lequel Dimonti chante le numéro d'ouverture, ; et elle est représentée dans l'œuvre visuelle grand format Las del material más hermoso y resistente ("Celles faites des matières les plus belles et les plus résistantes") réalisée par l'artiste Poleo Painemal.
Marcela Dimonti fait partie de l'association Organizando Trans Diversidades, une association chilienne de défense des droits des personnes trans, travesties, non binaires, intersexes. Le 23 mai 2025, elle est l'une des participantes d'une cérémonie au palais de La Moneda, où une lettre est remise au Président de la République, Gabriel Boric, demandant une pension de grâce pour elle, pour «Eva» (Jorge Droguette, organisatrice de la manifestation) et Raquel Troncoso, en tant que réparation historiques. L'évènement se déroule en présence de membres de OTD Chile, de Salud Trans para Chile, et du Syndicato Amanda Jofré (deux autres associations de défense des personnes trans), entre autres.